# Король Норвегии
Король Норвегии (норв. Norges konge), согласно Конституции Норвегии, является главой государства. Норвежская монархия имеет давнюю историю, идущую от мелких королевств, которые объединились, чтобы сформировать Норвегию; она была в союзе со Швецией и Данией в течение длительного времени.
Нынешним монархом является король Харальд V, который царствует с 17 января 1991 года, сменив своего отца Улафа V. Наследником является его единственный сын кронпринц Хокон. Кронпринц выполняет различные государственные церемониальные функции, как и королева-консорт. Кронпринц также выступает в качестве регента в отсутствие короля. Есть ещё несколько членов королевской семьи, включая королевскую дочь, внуков и сестру. С момента распада союза между Норвегией и Швецией и последующего избрания датского принца королём Хоконом VII в 1905 году правящий королевский дом Норвегии является ветвью Шлезвиг-Гольштейн-Зондербург-Глюксбургского дома Ольденбург; родом из герцогства Шлезвиг-Гольштейна в Германии, того же королевского дома, что и датские и бывшие греческие королевские династии.
Хотя Конституция Норвегии наделяет короля важными исполнительными полномочиями, они почти всегда осуществляются государственным советом от имени короля (Королевским советом или кабинетом). Формально король назначает правительство по своему усмотрению, но с 1884 года существует парламентская практика. Конституционная практика заменила значение слова «король» в большинстве статей конституции от короля лично к избранному правительству[прояснить]. Полномочия, которыми наделён монарх, значительны, но рассматриваются только как резервные полномочия и как важная часть безопасности роли монархии.
Король не принимает непосредственного участия в управлении государством. Он санкционирует законы и королевские резолюции, принимает и направляет посланников из-за рубежа и в другие страны и принимает у себя глав государств. Он имеет более ощутимое влияние как символ национального единства. Ежегодная рождественская речь — это один из случаев, когда король традиционно поднимает негативные вопросы. Король также является Верховным главнокомандующим норвежскими Вооружёнными силами и Великим магистром королевского норвежского ордена Святого Олава и королевского норвежского ордена «За заслуги». Король не имеет официальной роли в Церкви Норвегии, но по конституции обязан быть её членом.

## История

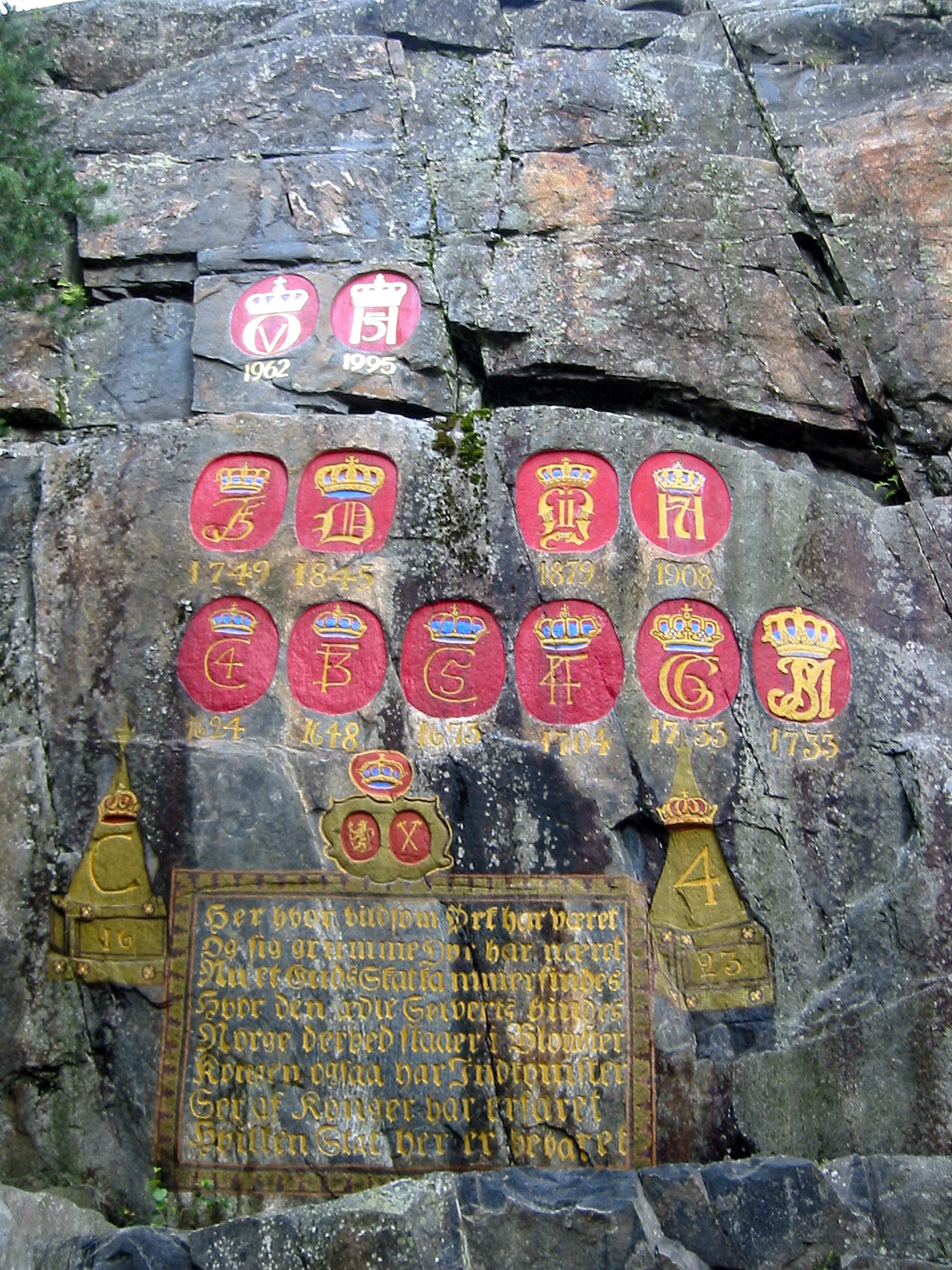
Королевские монограммы, высеченные на склоне горы в ознаменование королевских визитов в Конгсберг с 1623 года

Список норвежских монархов начинается в 872 году: традиционная дата битвы при Хафрсфьорде, после которой победоносный король Харальд Прекрасноволосый объединил несколько мелких королевств в одно. Названное в честь одноимённого географического региона, государство Харальда позже стало известно как Королевство Норвегия.
Созданное в 872 году и существующее непрерывно более 1100 лет, Королевство Норвегия является одним из первых государств Европы: нынешний король Харальд V царствует с 17 января 1991 года.
Норвежским престолом владели несколько королевских династий: более заметными считают династию Харальда Прекрасноволосого (872—970), дом Сверре (1184—1319) и дом Ольденбург (1450—1481, 1483—1533, 1537—1814, и с 1905), включая ветви Гольштейн-Готторп (1814—1818) и Шлезвиг-Гольштейн-Зондербург-Глюксбург (с 1905). В эпоху Гражданской войны (1130—1240) несколько претендентов боролись друг с другом за трон, некоторые правители этой эпохи традиционно не считаются законными королями и обычно исключаются из списков монархов. Между 1387 и 1905 годами Норвегия находилась в личной унии с другими королевствами (в 1397—1523 годах — Кальмарская уния, в 1536—1814 — Датско-норвежская уния, в 1814—1905 — Шведско-норвежская уния).
В период с 1450 по 1905 годы норвежские короли использовали множество дополнительных титулов, такие, как Король вендов, король готов, герцог Шлезвиг, герцог Гольштейнский, принц Рюгенский и граф Ольденбургский. Они называли себя Konge til Norge, а не Konge af Norge, указывая, что страна была их личным владением, обычно с титулом Его Королевского Величества. После установления конституционной монархии в 1814 году традиционный титул «благодатью Божьей» был расширен до «благодатью Божьей и в связи с Конституцией Королевства». Последним королём, использовавшим этот титул, был Хокон VII, который умер в 1957 году. Титулом короля сегодня формально является Norges Konge («Король Норвегии»), что указывает на то, что он принадлежит к стране (а не наоборот), со статусом «Его Величество».

## Конституционные права и обязанности
Хотя Конституция 1814 года предоставляет королю важные исполнительные полномочия, они почти всегда осуществляются государственным советом от имени короля.
Современная норвежская конституционная практика заменила смысл слова "король" в большинстве статей, кроме тех, которые имеют дело с монархией в частности, в отличие от тех, которые имеют дело с аппаратом правительства и государственными делами в целом; Правительство премьер-министра (также известный как Король-в-Совете, когда находится под председательством короля), отчитывается перед Стортингом, и поэтому в конечном счёте перед электоратом.

### Государственный Совет
Государственный совет состоит из премьер-министра и его совета, которые формально назначаются королём. Государственный Совет является правительством Норвегии и возглавляется королём. Парламентаризм существует с 1884 года и предполагает, что кабинет назначается парламентом, а утверждение его королём является формальностью. На практике монарх просит лидера парламентского блока, имеющего большинство в Стортинге, сформировать правительство. Король полагается на советы предыдущего премьер-министра и президента Стортинга в этом вопросе. Последний раз король назначал нового премьер-министра вопреки советам предыдущего, в 1928 году, когда он назначил первое лейбористское правительство.
Статья 12 гласит: «Король сам выбирает совет из числа граждан, имеющих право голоса. Король распределяет дела между членами Государственного совета так, как считает нужным».
Статья 30 гласит: «Каждый, кто имеет место в Государственном Совете, обязан честно высказать свое мнение, к которому король обязан прислушаться. Но королю надлежит принять решение в соответствии со своим собственным суждением».

### Право вето
Король должен подписать все законы, чтобы они стали действительными. Он может наложить вето на любой закон. Однако, если депутаты одобряют закон, он становится действительным даже без согласия короля. После распада Союза со Швецией Корона не наложила вето ни на один закон.
Статья 78 гласит: «Если король одобрит законопроект и поставит свою подпись, то он станет законом.
Если он не соглашается на это, он возвращает его Одельстингу с заявлением, что пока не считает целесообразным санкционировать его. В этом случае законопроект не должен быть снова представлен королю».

### Роль монархии в Церкви Норвегии
Евангелическо-лютеранская церковь Норвегии является бывшей государственной церковью Норвегии, членами которой являются 86% норвежцев. Норвежская Церковь исповедует Лютеранскую ветвь христианства.
До конституционной поправки в 2012 году король был покровителем и защитником Церкви Норвегии. Он формально определял, кто станет епископами, и следил за тем, чтобы Церковь вела свою деятельность в соответствии с "предписанными для них нормами". На практике эти полномочия были делегированы Министерству по делам Церкви. С 2012 года церковь является самоуправляемой, хотя и остаётся устоявшейся государственной церковью.

### Право помилования
Статья 20 Конституции гласит: «Король имеет право в Государственном Совете помиловать преступников после вынесения приговора».
Помилование — это прощение преступления и наказания, связанного с ним. Оно может быть предоставлено, если после вынесения приговора появилась новая информация о преступлении или преступнике. Помилование может повлечь за собой полное или частичное снятие наказания. Практическое осуществление этого права было делегировано Министерству юстиции, которое может отклонить ходатайство о помиловании. Официальное одобрение помилования должно быть сделано королём на Совете. В 2004 году было удовлетворено в общей сложности 51 ходатайство о помиловании и 274 ходатайства были отклонены.
В ходе процедуры импичмента король не может помиловать обвиняемого без его согласия.

### Назначение старших должностных лиц
Статья 21 гласит: «Король после консультации со своим Государственным Советом избирает и назначает всех старших гражданских, церковных и военных должностных лиц». Назначение официально производится королём, но на практике зависит от избранного правительства.

### Отставка правительства
Статья 22 гласит: «Премьер-министр и другие члены Государственного Совета вместе с государственными секретарями могут быть уволены королём без какого-либо предварительного судебного решения после того, как он заслушает мнение Государственного Совета по этому вопросу».

### Рыцарские ордена
Статья 23 гласит: «Король может давать награды, кому пожелает, за выдающиеся заслуги. Монарх Норвегии возглавляет два рыцарских ордена: Королевский норвежский Орден Святого Олафа и Королевский норвежский орден «За заслуги». Кроме того, король вручает несколько других выдающихся медалей за широкий спектр достижений».

### Военные обязанности
Статья 25 гласит: «Король является Главнокомандующим сухопутными и военно-морскими силами королевства». Он также является и главнокомандующим норвежских ВВС, но явно это не упоминается, поскольку в 1814 году авиации в стране ещё не было.
Статья 26 гласит: «Король имеет право призывать войска, вступать в военные действия в защиту королевства и заключать мир, заключать и денонсировать конвенции, направлять и принимать дипломатических посланников».
Король рассматривается вооружёнными силами как Верховный Главнокомандующий, но нет никаких сомнений в том, что полный контроль над вооружёнными силами фактически принадлежит правительству. Короли Норвегии традиционно получали обширную военную подготовку и в некоторой степени продолжали карьеру в Вооружённых силах до вступления на престол. Во время Второй мировой войны король принимал более активное участие в принятии решений, и, хотя последнее слово оставалось за правительством, советам короля придавалось большое значение. В одном случае во время вторжения король получил ультиматум от немцев с требованием капитуляции Норвегии. Король Хокон VII сказал, что отречётся от престола, если они согласятся. В 1944 году наследный принц Улаф был назначен начальником обороны на основе его способностей военного руководства.

## Полномочия
Король Норвегии:
- является главой государства;
- открывает Стортинг;

Королевский штандарт Швеции и Норвегии в 1815—1844 годах

Королевский штандарт Норвегии в 1844—1905 годах

Штандарт наследного принца

- формально распускает и утверждает правительство;
- председательствует на заседаниях Государственного Совета (т. е. Кабинета);
- является Главнокомандующим норвежскими Силами обороны;
- принимает верительные грамоты от послов иностранных государств;
- представляет Норвегию во время государственных визитов как за рубежом, так и в Норвегии;
- служит источником чести;
- проводит встречи с видными норвежскими деятелями политики, промышленности, торговли и культуры;
- до принятия конституционной поправки в 2012 году, действовал в качестве официального главы или высокого защитника Церкви Норвегии;
- может помиловать заключённых (Статья 20) и участвовать в войне (Статья 26), хотя маловероятно, что какая-либо из этих двух прерогатив будет использована сегодня (однако во время немецкой оккупации Хокон VII заявил, что отречётся от престола, а не назначит коллаборационистское правительство во главе с Видкуном Квислингом);
- выступает символом единства, и большинство норвежцев по-прежнему выступает за сохранение монархии.

## Коронация

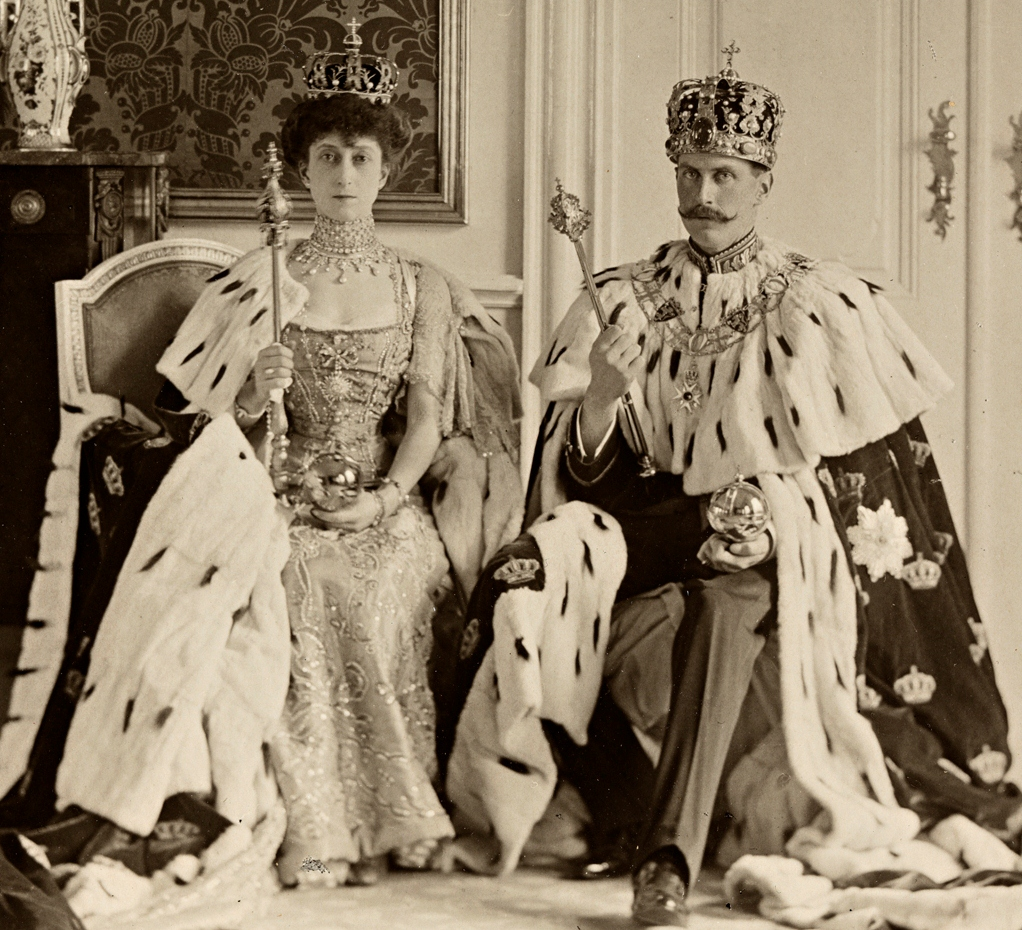
Король Хокон VII и королева Мод в полных регалиях

Ещё до того, как была записана норвежская история, монархия была установлена путём аккламации, церемонии, проведённой на тинге (совете), где король обещал соблюдать законы страны, а собравшиеся вожди присягали ему на верность. Первая коронация в Норвегии и во всей Скандинавии состоялась в Бергене в 1163 или 1164 году. Долгое время обе церемонии использовались в Норвегии. Таким образом, король был наделён властью как от дворян, так и от церкви. Коронации также символизировали, что король будет держать королевство в феодальном владении Святого Олава, вечного короля Норвегии. Последняя аккламация состоялась в 1648 году в замке Акерсхус. Последняя средневековая коронация в Норвегии состоялась 29 июля 1514 года. В эпоху абсолютной монархии (1660—1814) короли Норвегии короновались в Копенгагене, используя тронное кресло. Сегодня король всё ещё проходит церемонию, подобную аккламации, когда он принимает присягу на верность Конституции в Стортинге. Норвежская Конституция 1814 года определила, что любые норвежские коронации с этого времени должны были проходить в Нидаросском соборе в Тронхейме. Статья о коронации была отменена в 1908 году. Когда король Олаф V взошёл на престол в 1957 году, он всё ещё хотел получить благословение церкви на своё правление, и было введено благословение короля. Благословение — намного более простая церемония, но она всё ещё проходит в соборе Нидароса и с царскими регалиями у главного алтаря. В настоящее время регалии находятся во Дворце старого архиепископа в Тронхейме. Король Харальд V и королева Соня также получили благословение в 1991 году.
Конституция требует, чтобы новый король немедленно принёс присягу перед Стортингом (или, если Стортинг не заседает, перед Государственным советом и снова перед Стортингом, как только он начнёт заседание). Клятва следующая: "Я обещаю и клянусь, что буду править Королевством Норвегия в соответствии с его Конституцией и законами; да поможет мне Бог, Всемогущий и Всеведущий".

## Финансирование
Король, королева, наследный принц и наследная принцесса освобождаются от уплаты любых налогов, а их личные финансы не раскрываются общественности. Другие члены королевской семьи утрачивают эту привилегию после вступления в брак. Считается, что только король имеет личное состояние заметного размера.
Королевские фермы приносят некоторый доход, но это всегда реинвестируется в самих фермах.
В норвежском государственном бюджете 2010 года королевскому двору было выделено 142,5 миллионов норвежских крон. 20,9 миллионов было также отдано монархам в качестве приданого. В 2010 году Королевское семейство Норвегии заявило, что состояние короля Харальда V приближается к 100 миллионам норвежских крон. 500 миллионов норвежских крон было выделено в конце 1990-х годов на масштабную реконструкцию королевских резиденций, которая проводилась и продолжается до сих пор. Реставрация Королевского дворца в Осло вышла далеко за рамки бюджета, потому что структурное состояние дворца было намного хуже, чем ожидалось. Однако большие расходы были раскритикованы в СМИ.

## Королевские резиденции
Королевская семья и монарх имеют несколько резиденций по всей стране. Все официальные резиденции частично открыты для публики.

### Главные резиденции

#### Королевский дворец в Осло

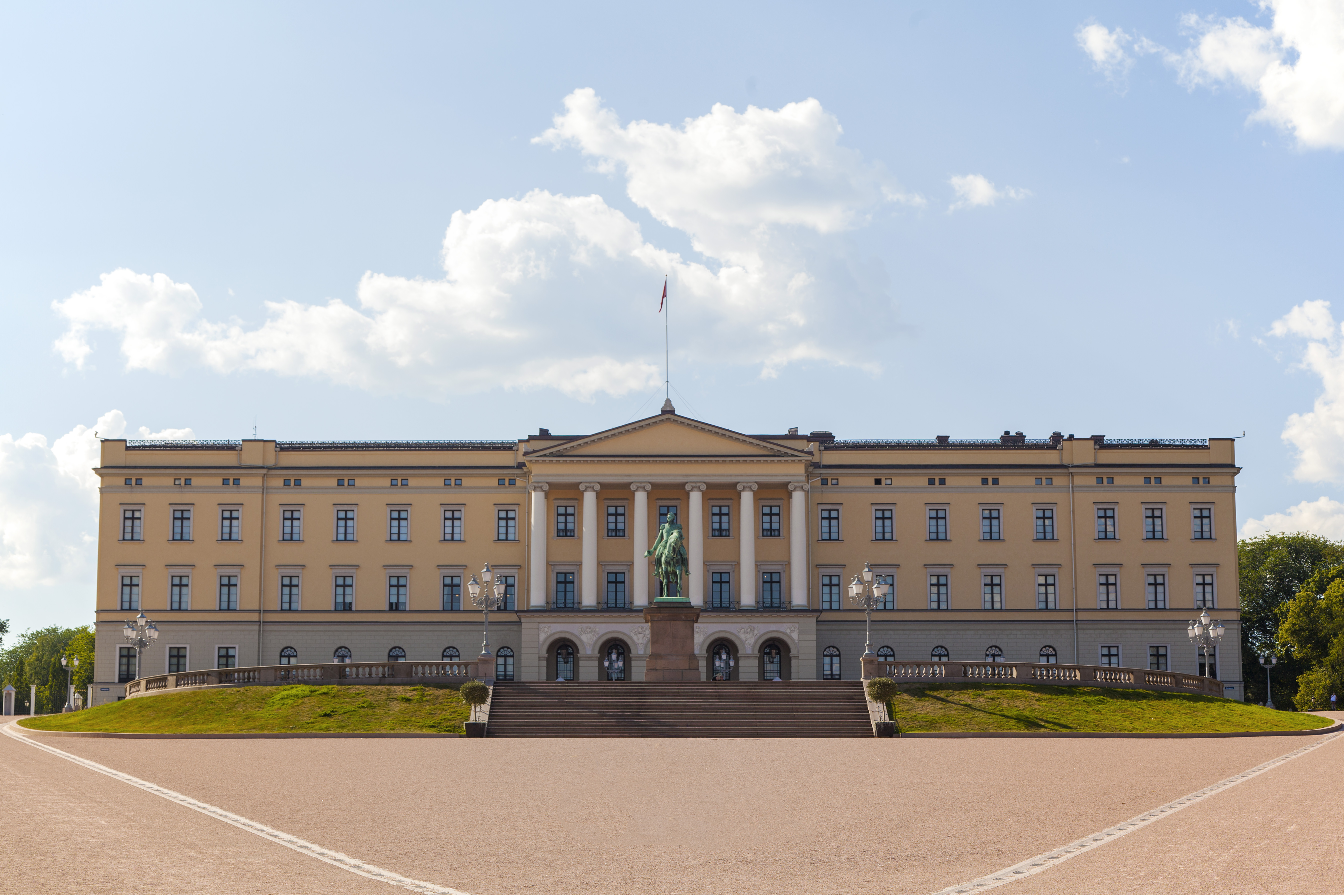
Королевский дворец в Осло

Королевский дворец в Осло функционирует как главная официальная резиденция монарха. Построенный в первой половине XIX века как норвежская резиденция норвежского и шведского короля Карла III (Карл Юхан, Карл XIV из Швеции, правил в 1818—1844 годах), он служит официальной резиденцией нынешнего норвежского монарха.

#### Гамлехаген

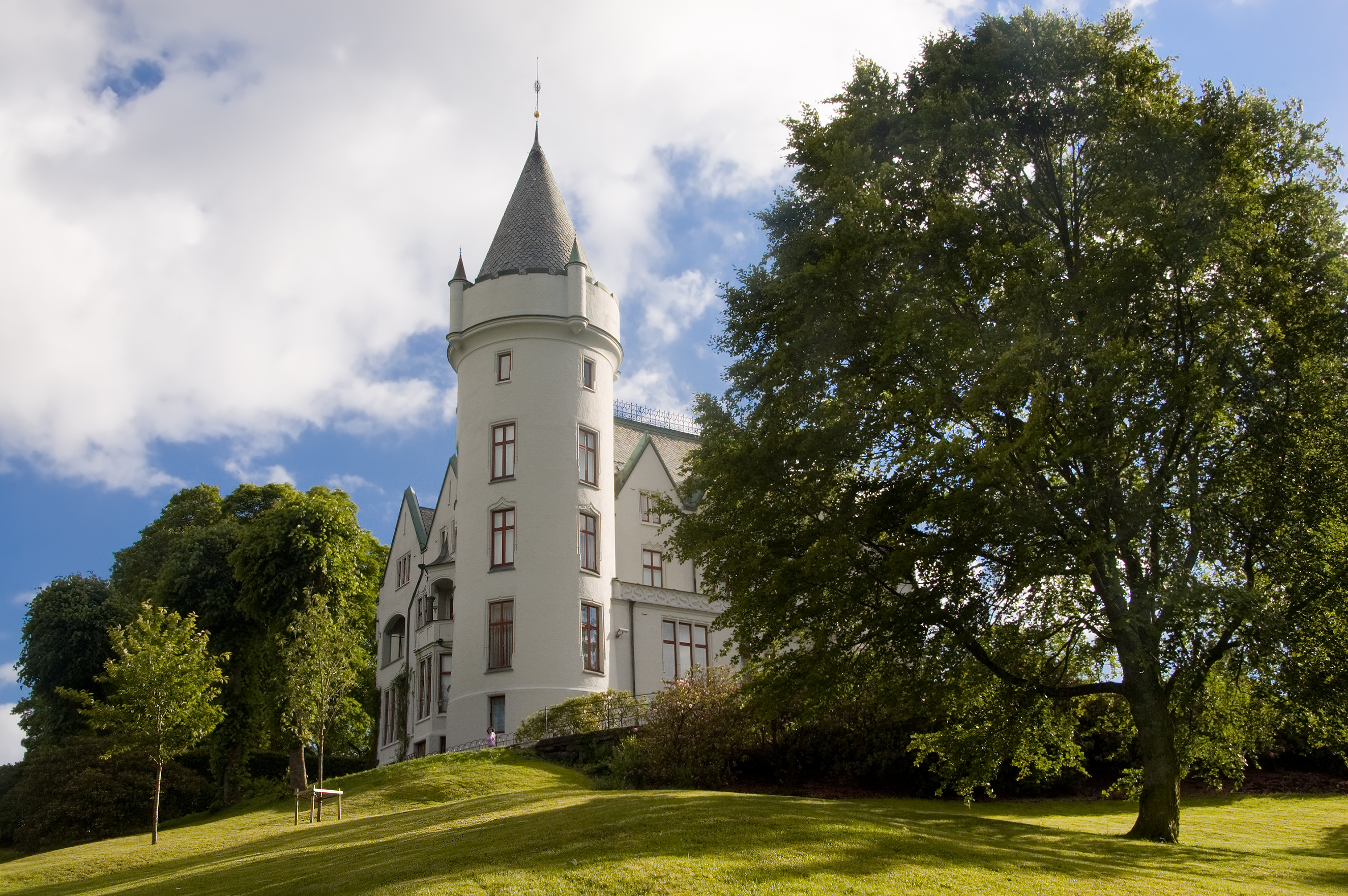
Гамлехаген

Особняк и поместье, которое функционирует как резиденция монархов в Бергене. Первоначально дом премьер-министра Кристиана Микельсена, поместье стало резиденцией королевской семьи в 1927 году.

#### Стифтгаден

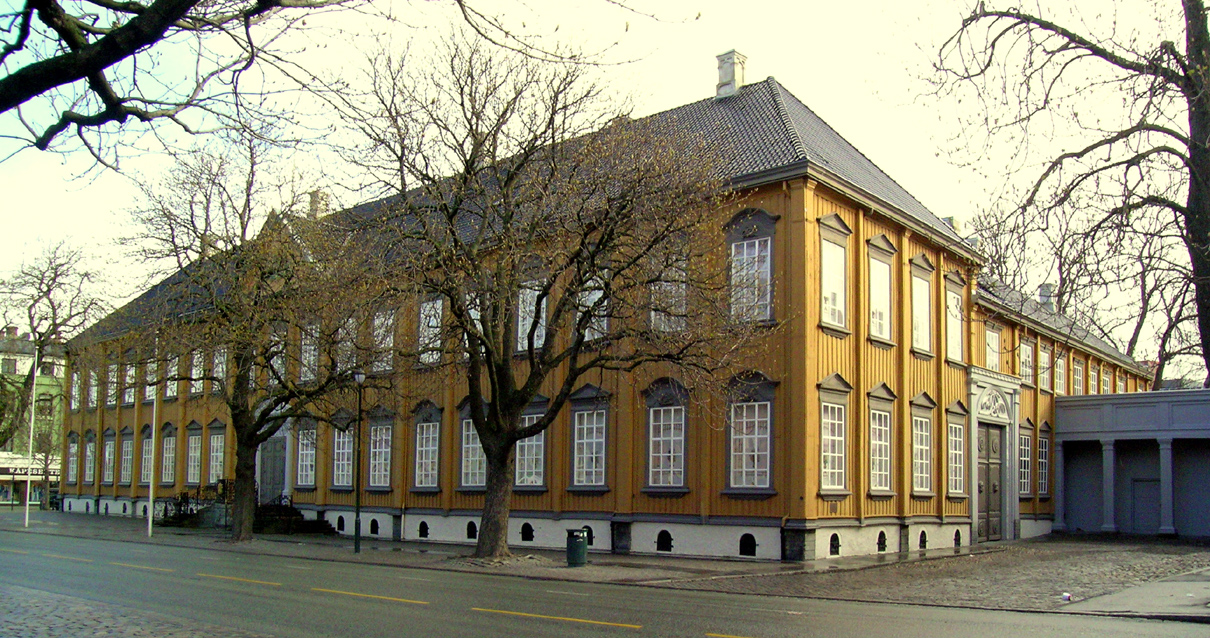
Стифтгаден

Стифтгаден в Тронхейме — большой деревянный дом, который использовался королевской семьёй с начала восемнадцатого века. Здание было местом проведения основных торжеств во время коронаций, благословений и свадеб, которые традиционно проходили в соборе Нидарос.

#### Ледаал

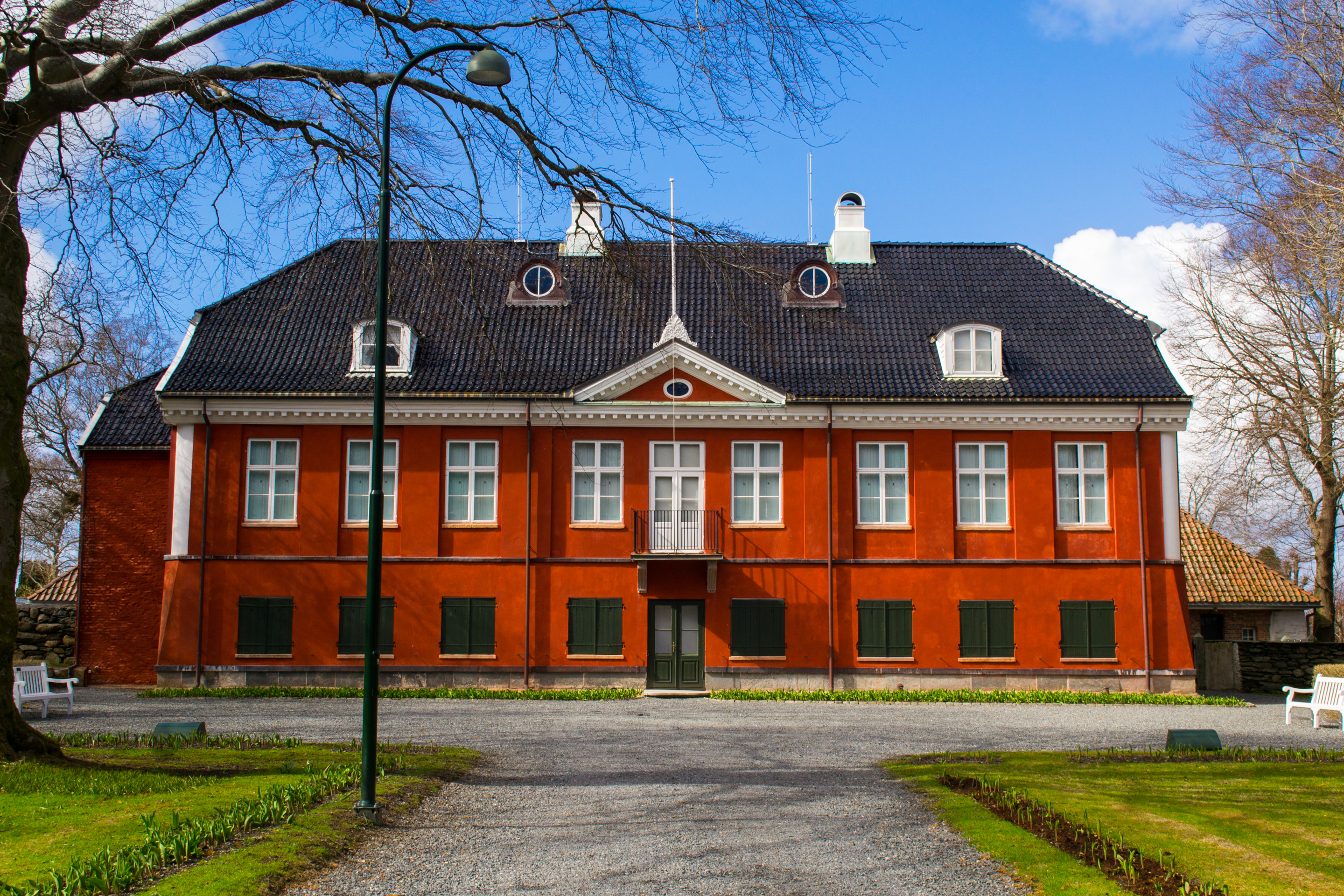
Ледаал

Большая усадьба в Ставангере, первоначально принадлежало влиятельной семье Килланд, но с 1936 года является собственностью музея Ставангера, а в 1949 году стало королевской резиденцией.

### Прочие резиденции

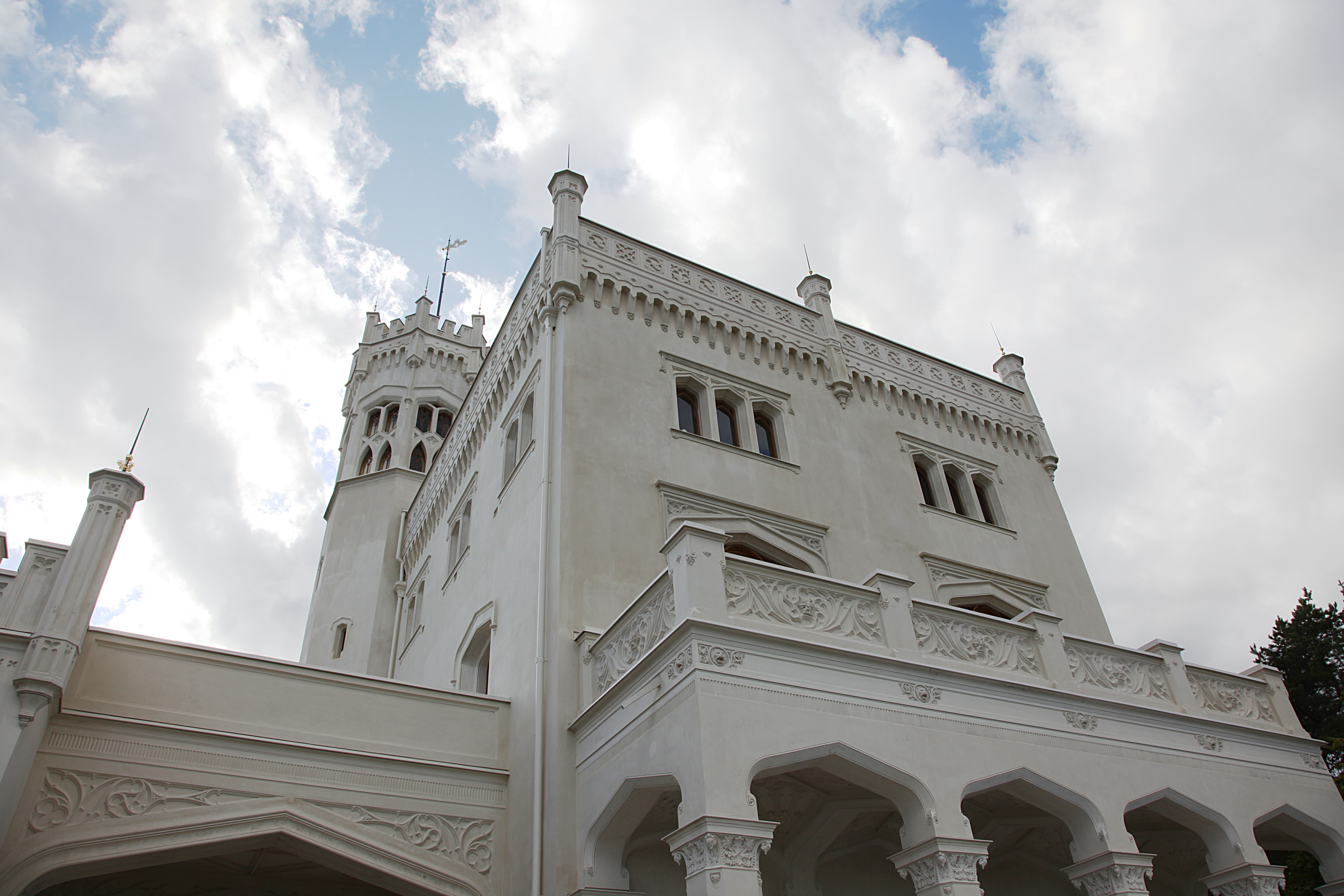
Дворец Оскаршелл

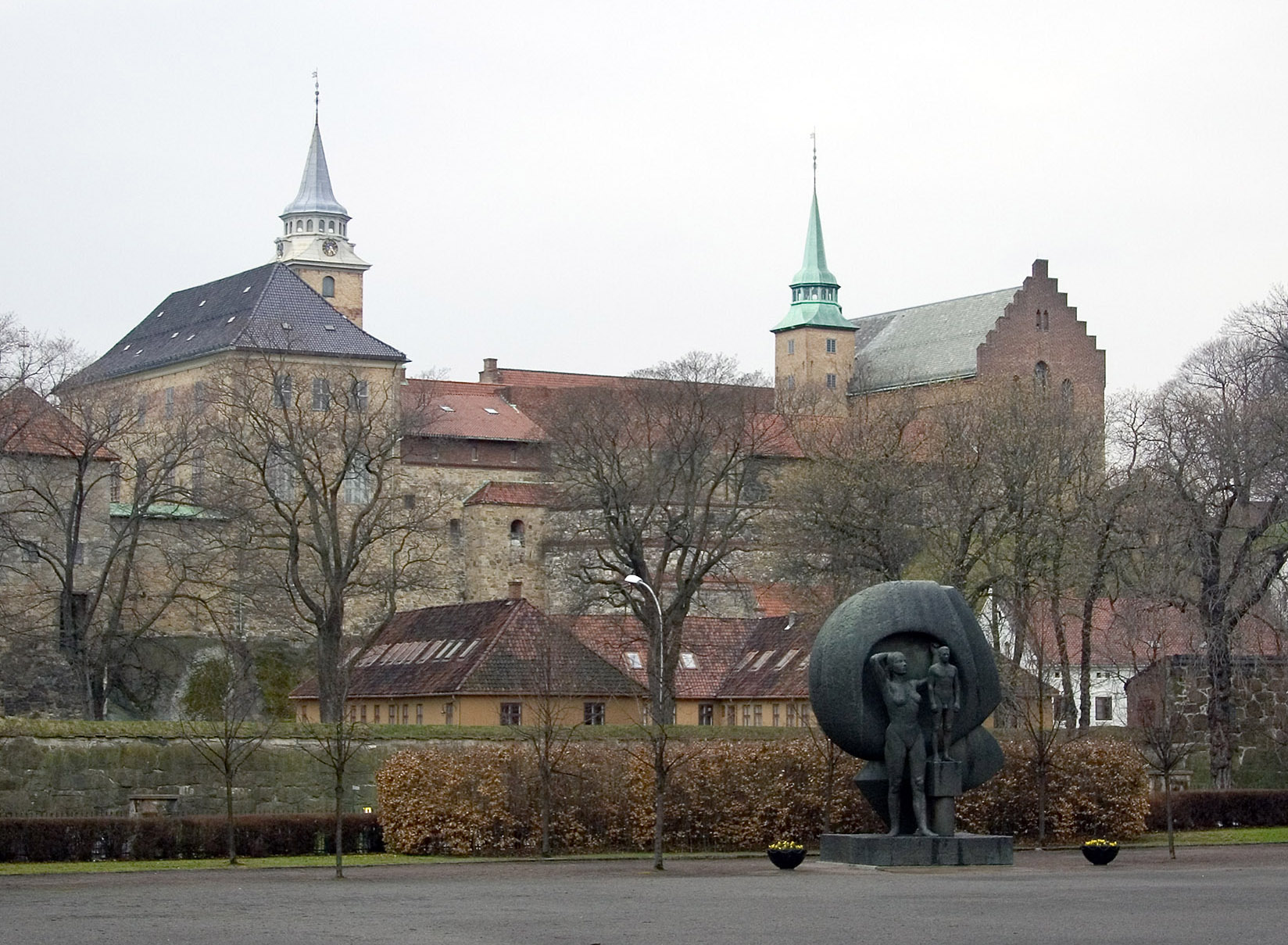
Замок и дворец Акерсхус раньше использовался в качестве королевской резиденции

Официальная летняя резиденция Бюгдой Роял Стейт находится в Осло. Бюгдой находился под обширной реставрацией и поэтому не использовался регулярно с момента вступления короля Харальда V в 1991 году. Реставрация была завершена в 2007 году и с тех пор часто используется королевской семьёй. Роял Лодже или Конгсетерен расположен в Холменколлене и используется королевской семьёй в качестве резиденции для празднования Рождества и лыжного фестиваля Холменколлен каждый год. Дворец Оскаршелл также расположен в Осло, но редко используется.
Наследная княжеская чета проживает в поместье Скаугум в муниципалитете Аскер за пределами Осло, в то время как три принцессы Норвегии живут в поместьях в Осло, Фредрикстаде и Рио-де-Жанейро, Бразилия. Как Скаугум, так и Бюгдой Роял Стейт являются рабочими фермами, производящими зерно, молоко и мясо; прибыль реинвестируется в самих фермах. В 2004 году король передал управление сельскохозяйственной деятельности в Бюгдой на норвежский Музей истории культуры.
Король владеет королевской яхтой «Norge», укомплектованной и обслуживаемой Королевским норвежским флотом, она используется как для официальных, так и для частных поездок в Норвегию и за границу. Норвежские государственные железные дороги поддерживают набор королевских вагонов поезда.
Королевская семья также имеет несколько других домов отдыха частного характера.

### Бывшие королевские резиденции
- Палеэ. Великолепный дом, был королевской резиденцией между 1801 и 1849 до строительства Королевского дворца.
- Крепость Акерсхус. Замок в Осло был преобразован во дворец королём Кристианом IV во время союза между Данией и Норвегией.
- Крепость Бергенхус. Первоначально средневековый замок был жилым дворцом, в то время как Сверресборг обеспечивал оборону города.
- Крепость Тонсберг. Замок в Тонсберге (Норвегия), использовался в качестве резиденции несколькими королями, в том числе королём Хоконом V Магнусом, который был последним королём Норвегии до создания Кальмарской Унии.
- Различные усадьбы использовались в эпоху викингов и раннего Средневековья, включают в себя такие значительные поместья, как Альрекстад, Авальдснесе и усадебный дом в Осло.

## Иммунитет
Статья 5 гласит: «Личность короля священна; он не может быть осужден или обвинён». Ответственность лежит на его Совете. Эта статья касается лично короля. У короля есть законный суверенный иммунитет, хотя его статус неприкосновенного был отменён 8 мая 2018 года.
Статья 37 гласит: «Принцы и принцессы не должны лично отвечать ни перед кем, кроме короля, или перед кем бы он ни постановил судить их. Это означает, что принцы и принцессы также обладают иммунитетом на усмотрение короля. Он может принять решение о том, чтобы их судили обычные суды, или он может решить судить их сам. Это никогда не проверялось на практике».